# Noble, Louisiana
Noble är en ort i Sabine Parish i delstaten Louisiana, USA.